# أميرة الروم (فلم)
أميرة الروم (بالفارسية: شاهزاده روم) هو فيلم رسوم متحركة-تاريخي، من الإنتاج حامد جعفری وإخراج هادي محمديان و تأليف زهراء بريطع، عباس شرارة، هادي محمديان و حامد جعفری. الفيلم من بطولة علي سعد وسعد حمدان وعمر ميقاتي وسوسن عواد. استمر العمل على الفيلم لمدة سنتان ونصف، واستلزم العمل عليه أكثر من 100 شخص. وهو عمل مشترك بين إيران ولبنان. بلغت ميزانية الفيلم 700 ألف دولار تقريباً. صدر الفيلم لأول مرة في 7 مايو عام 2015 في لبنان. حصل الفيلم على ردود فعل جيدة من النقاد.

## ملخص القصة
تدور أحداث الفيلم في عام 842 في (بيزنطة) حول (مليكة) ابنة (يشوعا) القيصر، وحفيدة ملك الروم، والتي تتطلع لمستقبل مشرق من أجل محاربة الظلم وإقامة العدل، والتي يعدها الجميع للزواج من قائد الجيش (كرايتوس) رغم رفضها، وبعد دخول المسلمين (لبيزنطة)، تتحول (مليكة) إلى أسيرة تباع في مدينة (بغداد)، ويتغير طريق حياتها تمامًا بعد دخولها دار الإمام (علي الهادي).

## القصة كاملة
لم يفرق العام 842 عن سابقه؛ السنوات باتت متشابهة، والنّاس كذلك اعتادوا على حياتهم في بيزنطة، الأسواق تعجّ بالبائعين والمشترين، الحرس يعكفون على سور المدينة، ووجهاؤها يحملون للقيصر أخبار الرعايا، ورسله يحملون أخبارا عاجلة حول حركة المسلمين الذين باتت تحركاتهم مصدر قلق له، فالهدوء الذي تنعّمت به الدولة البيزنطيّة لعقود معرّض للتلاشي. وفي بيزنطة، أطفال يعملون، وكاهن يائس من حال الناس والمدينة فيعظهم ويبشرهم بالخلاص عبر تلاوة آيات الإنجيل، وعجوز تؤمّل أن تعاين الفرج. وفي داخل القصر، الخدم يحضّرون الطعام وينظّفون الغرف والأروقة، والحرس يرافقون القيصر في نزهته الصباحيّة وينتظرون منه أيّة أوامر جديدة. إلا أنّ غرفةً واحدة في قصر القيصر كانت مختلفة؛ حفيدته «مليكة» دائمة القلق والاضطراب. لم تكن حزينة للزلزال الذي حصل في عرسها وأدّى إلى فشله، فجدّها وعدها أن يقيم لها عرسا أجمل لم تشهد له روما مثيلاً؛ وإنّما كانت تفكّر في الظلم الّذي يعاني منه الناس والاضطراب القائم، وكيف يمكنها أن تساعد في إقامة العدالة. ولم يكن يساعدها في هدوئها سوى البكاء والصلاة، وبعض الأحلام التي تنقلها إلى عالمٍ آخر. ولكنّ الجميع كان يظنّ أنّها بعرسها الجديد الّذي يحضّرون له ستنتقل إلى حالٍ أفضل. العرس الّذي كلّما فكّرت به ازدادت ألماً
وضيقاً. وفي أحد الأيام، استيقظت السيدة «مليكة» من نومها فرحة مسرورة؛ إذ رأت ما بشرها بمستقبل واعد.

## أبطال القصة
- السيدة مليكة: حفيدة القيصر ووريثته، فتاة متدينة تلازم الكنيسة والصلاة، وهي أشبه بالقديسات منها ب«أميرة الروم»، تعيش همّ المظلومين والمستضعفين وتفكر بالوسائل التي تساعد في انتشار السلام والأمان والعدالة. لا تحبذ الزواج من قائد الجيش «كرايتوس» إذ تشك في قدرته على تحقيق العدالة ولكنها ترضخ لإرادة جدها. وهنا تحصل المفاجأة بفشل حفل الزواج عبر زلزال يضرب القصر. بعد ذلك، وأثناء غزو المسلمين لبيزنطة، ترتدي لباس الخدم فتؤسر وتباع في بغداد. يشتريها رسول للإمام علي الهادي المحاصر في منزله بأمر من السلطة العباسية. يصير اسمها في سامراء «نرجس». يتزوجها الإمام العسكري وتنجب له الإمام محمد المهدي المنتظر.
- الفراشة: شخصية رمزية ترتكز عليها حبكة الفيلم، حيث تجسد عامل الاطمئنان والبصيرة للسيدة مليكة والأطفال وذوي الفطرة السليمة.
- الخفاش: شخصية رمزية ظلامية، تحاول إعاقة الفراشة في تأديتها لمهمتها، وترتبط في الفيلم بالشخصيات الشريرة ك«هيرود»، وترسم مساراً لبعض أحداث الشر كرمي كتل النيران من المنجنيق في الأماكن التي تحددها. كما تشكل مرتكزاً لبعض الأحداث الفكاهية.
- هيلينا: نديمة السيدة مليكة ومساعدتها، تحرص على إرشاد السيدة مليكة لإتمام حفل الزفاف بشكل لائق. تسمع خطة «هيرود» للسيطرة على القصر بعد فشل الزفاف فتتحمل وزر ذلك.
- ماريا: ابنة هيلينا؛ فتاة ذكية لطيفة ومميزة، تؤدي أدورا فكاهية، تلاحق الفراشة وتدخل إلى جناح السيدة مليكة مع والدتها، كثيرة الأسئلة والطرائف، وتتميز بالعديد من المواهب. تقع في أسر «هيرود» عند سماع والدتها لمؤامرته، لكنها تفلت من سجنه أثناء الحرب بمساعدة الفراشة ومجموعة من الأطفال.
- كرايتوس: قائد جيش الروم، والعريس المفترض للسيدة مليكة، يحرص على إتمام حفل الزفاف للتمكن من وراثة القيصر، ويساعده «هيرود» على ذلك، يفشل في الزواج من السيدة مليكة فيتهاون في الدفاع عن بيزنطة ليسقط حكم القيصر بخدعة من «هيرود».
- هيرود: رجل كبير ذو تصرفات خبيثة، يوسوس ل«كرايتوس» بأمور تساعده على الإمساك بقرار إمبراطورية الروم، يصادق الخفاش، ويتظاهر بالإعاقة.
- القيصر: رجل ضخم ذو هيبة، وشخصية كرتونية مميزة، حازم رغم لطافته وحنانه. يلجأ إلى الكنيسة عند الهموم والمصائب، لكنه يخسر الحرب مع المسلمين.
- بشر بن سليمان: شخصية واثقة، وعامل مثابر، يثق فيه الإمام الهادي فيكلفه شراء السيدة مليكة من سوق النخاسة، يتظاهر ببعض المهن والمهمات للتمكن من اختراق حصار العباسيين لبيت الإمام، ويحمل إليه رسائل الشيعة.
- قاسم: فتى ذكي مشاكس، ذو شخصية محببة، وتصرفات طريفة. يقاصص رجال الشرطة العباسيين الذين يعتدون على الناس. يكاد يقع في ورطات لكنه ينجو منها. وهو ابن «بشر بن سليمان».
- الأسقف الأعظم: كاهن القصر والامبراطورية، رجل وقور يائس من حال الناس والمدينة فيعظهم ويبشرهم بالخلاص عبر تلاوة آيات الإنجيل، يعقدقرآن السيدة مليكة على القائد كرايتوس في حفل الزفاف الذي يفشله الزلزال.
- الملكة: زوجة القيصر، تهتم بشؤون القصر وتحرص على التأكد من سير تحضيرات حفل الزفاف.
- السيدة حكيمة: عمة الإمام العسكري (عليه السلام)، يدعوها الإمام إلى منزله ليلة ولادة الموعود لتساند السيدة نرجس.
- عمر بن يزيد النخاس: بائع «العبيد» الذي اشتراهم من بيزنطة وباعهم في سوق النخاسة في بغداد.[5]

## الأصوات العربية
- سهير ناصر الدين
- علي سعد
- سعد حمدان
- عمر ميقاتي
- سوسن عواد
- خالد السيد
- عمر الشماع
- نسرين مسعود
- رانيا مروة
- حسني بدر الدين
- رنا الرفاعي
- أسمهان بيطار
- حسان حمدان
- علي شقير
- بلال بشتاوي
- سهير ناصر الدين
- روضة قاسم
- نور الدين ميرزادة
- جمانة الزنجي
- بشار نصر الله[6]

## وصلات خارجية
- مقالات تستعمل روابط فنية بلا صلة مع ويكي بيانات